# Четыре миллиона
«Четыре миллиона» (англ. The Four Million) — второй сборник рассказов американского писателя О. Генри, впервые опубликованный в 1906 году.
Сборник включает 25 рассказов, среди которых известные произведения О. Генри, такие как «Дары волхвов» и «Фараон и хорал».

## Название
В первом издании сборника было краткое предисловие О. Генри: «Не так давно один выдумщик заявил, что в Нью-Йорке имеется не более четырёхсот человек, достойных внимания. Но отыскался другой человек — он занимается переписью населения в Нью-Йорке, — и его более мудрый подсчёт помог нам найти название для этого сборника: „Четыре миллиона“».
Четыреста человек, против исключительного внимания к которым протестует О. Генри, — это нью-йоркские миллионеры; американская пресса в 1900‑х годах так и именовала их: «Четыреста».

## Содержание
- Линии судьбы (Tobin’s Palm)
- Дары волхвов (The Gift of the Magi)
- Космополит в кафе (A Cosmopolite in a Cafe)
- В антракте (Between Rounds)
- Комната на чердаке (The Skylight Room)
- Из любви к искусству (A Service of Love)
- Дебют Мэгги (The Coming-out of Maggie)
- Прожигатель жизни (Man About Town)
- Фараон и хорал (The Cop and the Anthem)
- Гармония в природе (An Adjustment Of Nature)
- Мемуары жёлтого пса (Memoirs of a Yellow Dog)
- Приворотное зелье Айки Шонштейна (The Love-philtre of Ikey Schoenstein)
- Золото и любовь (Mammon and the Archer)
- Весна порционно (Springtime a la Carte)
- Зелёная дверь (The Green Door)
- С высоты козел (From the Cabby’s Seat)
- Неоконченный рассказ (An Unfinished Story)
- Калиф, купидон и часы (The Caliph, Cupid and The Clock)
- Сёстры золотого кольца (Sisters of the Golden Circle)
- Роман биржевого маклера (The Romance of a Busy Broker)
- Через двадцать лет (After Twenty Years)
- Мишурный блеск (Lost on Dress Parade)
- С курьером (By Courier)
- Меблированная комната (The Furnished Room)
- Дебют Тильди (The Brief Debut of Tildy)